# Парагвајска кухиња
Парагвајска кухиња је скуп јела и кулинарских техника Парагваја. Има изражен утицај народа Гваранија, у споју са шпанском кухињом и другим изразитим утицајима који долазе од имиграције коју су примиле од пограничних земаља као што су италијанска кухиња и португалска храна. 

## Преколумбијски период
Постоје референце које датирају из 1567. године од немачког хроничара и војног човека Улрика Шмида, који је у Бавијери објавио своја искуства у Парагвају и Рио де ла Плати, чија се сведочења поклапају са другим хроничарима о антропофагијским обичајима.  Најистакнутији пример је гастрономска техника Cario, у којој се дивље месо на лонцу замењује говедином. 
Гварани су имали исхрану засновану на дивљим животињама и кукурузном хлебу, скробу са животињском машћу, али нису били свесни употребе млека, говедине, сира и јаја. 

## Вицереине Период
Постоји погрешна идеја о именовању парагвајске гастрономије као Гуарани Гастрономија.  Гастрономија Парагваја је рођена у споју шпанске кулинарске традиције и кулинарске традиције Каиро-Гуарани, која се развила под утицајем фрањевачког доба, Шпанаца и criollos Asunceños (из Асунсиона), чији се утицај десио у Асунсиону и његовој околини. Градови као што су Тобати, Алтос, Арегуа, Ипане, Гуарамбаре, Ита и Јагуарон су актуелни примери како се парагвајска култура развијала далеко изван и далеко од трговачког утицаја језуита.  
Кување засновано на животу Каира и Гуаранија састоји се од дивљачи, рибе, узгоја житарица, њихових техника и метода кувања из посуђа које су развили. 

## Републикански период
У овом периоду се учвршћује кухиња местиза, као што је познато, производ спајања знања и елемената Гваранија са занатима рађеним са конквистадорима, попут ажурирања посуђа и облика кувања хране.  Развијајући се у доба Лопеза са познавањем кухиње местиза и капитализирајући све произведене у земљи, као и нове рецепте воћа и новине у доба Карлоса Антонија Лопеза и касније са Франциском Солано Лопезом и Мадам Линч. Употреба маниоке и кукуруза приликом послуживања јела била је врло честа.
Гастрономија Парагваја има заједничке америчке елементе попут употребе кукуруза, маниоке, кикирикија и пасуља. 

## Састојци
Месо, поврће, маниока,  кукуруз,  и воће су уобичајени у парагвајској кухињи. Роштиљ је и техника кувања и често друштвени догађај, а познат је као асадо. Многа јела су заснована на кукурузу, млеку, сиру и месу, а једе се и риба уловљена у рекама. 

## Честа јела
- Dumplings
- Chipa је хлеб направљен од маниоке, јаја и сира.

- Чипа Гуасу је колач направљен од зрна кукуруза и оригинална је и уобичајена храна Парагваја.
- Chipa so'o је друга врста колача.
- Традиционални кивеве се прави од бундеве или "андаи", воде, соли, уља, црног лука (насецканог на веома ситне комаде), млека, шећера, кукурузног брашна и свежег сира.
- Лампреадо  је пржена торта направљена од брашна маниоке.
- Мазамора је кувано јело од кукурузне каше.
- Mbaipy-so-ó је кукурузни пудинг са месом.
- Мбеју је шкробни колач и основна храна парагвајске исхране.
- Миланеса је поховани месни котлет, пржен, печен или сот.
- Аутентични парагвајски сир
- Parrillada је јело од меса кувано на врућим листовима банане.
- Пира калдо је рибља чорба која је део традиционалне кухиње.
- Сопа парагваја је традиционално парагвајско јело. Буквално значи "парагвајска супа", sopa paraguaya је слична кукурузном хлебу. Реч је о спужвастој торти која је богата калоријама и садржајем протеина, и национално је јело Парагваја.
- Сојо је густа супа од меса измрвљена у малтеру, зачињена са неколико зачина и поврћа.
- Вори вори је густа, жута супа са куглицама од кукурузног брашна, кукурузног брашна и сира.

### Десерти
- Торте разних варијанти.
- Косерева је обичан слаткиш пореклом из Парагваја, са стврднутом кором киселе поморанџе („apepú”, на језику Гуарани), куван у црној меласи, што резултира горко-слатким и киселим укусом и са високим садржајем протеина.
- Mbaipy-he-é је десертно јело направљено од млека, меласе и кукуруза.
- Дулсе де леће, буквално преведено, значи „слатко [направљено] од млека“.

## Пића
Terere је национално пиће Парагваја.  Воћни сокови и безалкохолна пића су уобичајени. Пиво и вино су такође доступни; Пилзен је један од најпопуларнијих брендова пива.  Caña је алкохолно пиће направљено од сока шећерне трске, а mosto је безалкохолна сорта. 
Cocido је топли чај од мате и шећера куваног на тигању са запаљеним угљем. Елементи се затим филтрирају топлом водом и могу се узимати сами или са млеком. Боја коцида је тамно смеђа, слична црној кафи и обично се ужива уз цхипа или мбеју.